# Quierschied
Quierschied – miejscowość i gmina w zachodnich Niemczech, w kraju związkowym Saara, w związku regionalnym Saarbrücken.

## Współpraca
Miejscowość partnerska:
- Trieben, Austria